# 1923 في النمسا
فيما يلي قوائم الأحداث التي وقعت خلال عام 1923 في النمسا.

## كتب
من الكتب التي صدرت هذه السنة في النمسا:
- 24 أبريل – الأنا والهو من تأليف سيغموند فرويد.

## مواليد

### مارس
- 9 مارس – والتر كون فيزيائي أمريكي.

### أبريل
- 1 أبريل – بريجيت أسكوناس عالمة مناعة من المملكة المتحدة.

### يونيو
- 25 يونيو – هاري سيدلر

### أكتوبر
- 29 أكتوبر – كارل جيراسي

## وفيات

### نوفمبر
- 23 نوفمبر – رودولف هافل (مواليد 1860) كاتب نمساوي.